# Overlander (videogioco)
Overlander è un videogioco di guida e combattimento pubblicato nel 1988 per Amstrad CPC, Atari ST, Commodore 64 e ZX Spectrum e nel 1989 per Amiga dalla Elite Systems. È simile all'arcade RoadBlasters, che venne invece pubblicato per i suddetti computer dalla U.S. Gold.

## Trama
La Terra del 2025 è stata resa un deserto inabitabile dagli effetti del buco nell'ozono. Mentre i superstiti vivono in città sotterranee isolate, le autostrade abbandonate sulla superficie sono infestate dai veicoli di pirati che assalgono chiunque si avventuri all'esterno. Il giocatore controlla uno dei cosiddetti Overlander (da overland, traducibile "via terra"), mercenari che usano automobili dell'era pre-catastrofe modificate e armate per affrontare i pericoli delle strade. Essi svolgono missioni per conto degli abitanti del sottosuolo, trasportando cose o persone da una città all'altra.

## Modalità di gioco
A inizio partita si può scegliere se trasportare beni governativi o illegali; la seconda opzione garantisce maggiori rischi e maggiori guadagni. Prima di ogni missione si riceve un anticipo sul pagamento e il giocatore può spendere il denaro per acquistare il carburante ed eventuali potenziamenti per la sua auto, alcuni permanenti e altri a consumo. Nelle versioni a 16 bit (Amiga e ST) le attrezzature si selezionano con un menù a icone, nelle altre con un semplice menù testuale. Alcune delle possibilità sono lanciafiamme, razzi, blindatura, turbo, superfreni, riduzione dei consumi, lame per le ruote.
Durante la guida la visuale è tridimensionale, con la propria auto vista da dietro e il cruscotto informativo alla base dello schermo. Su Spectrum e Amstrad la grafica principale è monocromatica. La strada è un percorso lineare con possibilità di variazioni di pendenza. Diversi ostacoli letali in caso di scontro, come rocce o carcasse di auto, sono disposti ai bordi della strada o anche sulla carreggiata. I controlli di guida sono soltanto sterzo, accelerazione e frenata, con cambio automatico, inoltre si può sparare illimitatamente in avanti con l'arma di base o usare un'arma secondaria limitata.
I nemici che si possono incontrare sono:
- Roadhog, Limousine corazzate che cercano di eliminare l'auto del giocatore spingendola fuori strada
- Kamikaze, motociclisti che esplodono in caso di scontro
- Offroader, grossi e resistenti camion con un pirata appostato nella parte posteriore che lancia bombe sulla strada
- nemici a piedi che sparano con armi da fuoco da postazioni sui lati

I veicoli nemici si possono distruggere, anche per guadagnare denaro extra a fine missione, mentre gli ostacoli vanno necessariamente evitati. Se l'auto del giocatore viene distrutta si perde una delle vite, mentre se si esaurisce il carburante la partita finisce subito.
Raggiunta la destinazione si passa a un'altra missione più difficile, nuovamente con la possibilità di scegliere tra una legale e una illegale.